# Kreis Győr
Der Kreis Győr (ungarisch Győri járás) ist ein Kreis im Nordwesten des nordwestungarischen Komitats Győr-Moson-Sopron. Er grenzt an die Kreise Mosonmagyaróvár und Csorna im Westen sowie an die Kreise Tét und Pannonhalma im Süden. Im Osten bildet das Komitat Komárom-Esztergom die Grenze, im Norden die Slowakei (6 Grenzgemeinden).

## Geschichte
Der Kreis entstand während der Verwaltungsreform Anfang 2013 aus dem Vorläufer, dem Kleingebiet Győr (ungarisch Győri kistérség). Die umliegenden Kleingebiete (Csorna, Pannonhalma, Tét und Mosonmagyaróvár) gaben insgesamt 8 Gemeinden an den neuen Kreis ab, der dadurch einen Zuwachs von 9.524 Einwohnern (5,3 %) erhielt.

## Gemeindeübersicht
Der Kreis Győr hat eine durchschnittliche Gemeindegröße von 5.517 Einwohnern auf einer Fläche von 25,81 Quadratkilometern. Ohne die Stadt Győr (also nur die ländlichen Gemeinden) verringern sich diese Werte auf 1.815 Ew. bzw. 20,82 km². Die Bevölkerungsdichte des bevölkerungsreichsten und zugleich größten Kreises liegt etwa beim Doppelten des Komitatswertes (108 Einwohner/km²). Verwaltungssitz ist die einzige Stadt Győr, im Zentrum des Kreises gelegen. Sie ist gleichzeitig Sitz des Komitats und besitzt seit 1990 Komitatsrechte (ungarisch megyei jogú város).
| Gemeinde         | Status   | Herkunft Kleingebiet | Einwohnerzahl | Einwohnerzahl | Einwohnerzahl | Fläche (km²) | Bevölkerungs- dichte (Ew./km²) |
| Gemeinde         | Status   | Herkunft Kleingebiet | 01.10.2011    | 01.01.2013    | 01.01.2016    | 01.01.2016   | Bevölkerungs- dichte (Ew./km²) |
| ---------------- | -------- | -------------------- | ------------- | ------------- | ------------- | ------------ | ------------------------------ |
| Abda             | Gemeinde | Győr                 | 3.011         | 3.058         | 3.138         | 19,02        | 165,0                          |
| Bezi             | Gemeinde | Csorna               | 512           | 528           | 523           | 11,21        | 46,7                           |
| Bőny             | Gemeinde | Győr                 | 2.131         | 2.122         | 2.116         | 50,42        | 42,0                           |
| Börcs            | Gemeinde | Győr                 | 1.255         | 1.271         | 1.295         | 12,76        | 101,5                          |
| Dunaszeg         | Gemeinde | Győr                 | 1.937         | 1.985         | 2.058         | 17,26        | 119,2                          |
| Dunaszentpál     | Gemeinde | Győr                 | 688           | 723           | 721           | 9,81         | 73,5                           |
| Enese            | Gemeinde | Győr                 | 1.787         | 1.745         | 1.749         | 19,89        | 87,9                           |
| Fehértó          | Gemeinde | Csorna               | 459           | 483           | 460           | 11,38        | 40,4                           |
| Gönyű *          | Gemeinde | Győr                 | 2.948         | 3.012         | 3.036         | 21,63        | 140,4                          |
| Győr *           | Stadt    | Győr                 | 129.527       | 128.567       | 129.568       | 174,62       | 742,0                          |
| Győrladamér      | Gemeinde | Győr                 | 1.556         | 1.635         | 1.709         | 8,61         | 198,5                          |
| Győrság          | Gemeinde | Pannonhalma          | 1.433         | 1.458         | 1.444         | 8,20         | 68,6                           |
| Győrsövényház    | Gemeinde | Csorna               | 802           | 791           | 809           | 24,21        | 33,4                           |
| Győrújbarát      | Gemeinde | Győr                 | 5.968         | 6.048         | 6.609         | 33,61        | 196,6                          |
| Győrújfalu       | Gemeinde | Győr                 | 1.608         | 1.600         | 1.847         | 7,37         | 250,6                          |
| Győrzámoly *     | Gemeinde | Győr                 | 2.408         | 2.474         | 2.775         | 26,38        | 105,2                          |
| Ikrény           | Gemeinde | Győr                 | 1.775         | 1.755         | 1.824         | 15,58        | 117,1                          |
| Kajárpéc         | Gemeinde | Tét                  | 1.265         | 1.273         | 1.272         | 31,89        | 39,9                           |
| Kisbajcs *       | Gemeinde | Győr                 | 866           | 871           | 879           | 8,74         | 100,6                          |
| Koroncó          | Gemeinde | Győr                 | 2.004         | 2.054         | 2.113         | 26,90        | 78,6                           |
| Kunsziget        | Gemeinde | Győr                 | 1.233         | 1.218         | 1.233         | 17,87        | 69,0                           |
| Mezőörs          | Gemeinde | Győr                 | 939           | 967           | 965           | 48,48        | 19,9                           |
| Mosonszentmiklós | Gemeinde | Mosonmagyaróvár      | 2.379         | 2.379         | 2.383         | 30,71        | 77,6                           |
| Nagybajcs *      | Gemeinde | Győr                 | 940           | 969           | 983           | 7,65         | 128,5                          |
| Nagyszentjános * | Gemeinde | Győr                 | 1.802         | 1.790         | 1.766         | 30,30        | 58,3                           |
| Nyúl             | Gemeinde | Győr                 | 4.188         | 4.188         | 4.373         | 25,14        | 173,9                          |
| Öttevény         | Gemeinde | Győr                 | 2.913         | 2.926         | 3.026         | 23,66        | 127,9                          |
| Pér              | Gemeinde | Győr                 | 2.321         | 2.374         | 2.345         | 31,49        | 74,5                           |
| Rábapatona       | Gemeinde | Győr                 | 2.423         | 2.445         | 2.552         | 39,74        | 64,2                           |
| Rétalap          | Gemeinde | Győr                 | 557           | 543           | 578           | 13,20        | 43,8                           |
| Sokorópátka      | Gemeinde | Tét                  | 1.078         | 1.118         | 1.116         | 16,85        | 66,2                           |
| Tényő            | Gemeinde | Tét                  | 1.482         | 1.494         | 1.589         | 26,38        | 60,2                           |
| Töltéstava       | Gemeinde | Győr                 | 2.195         | 2.218         | 2.334         | 23,20        | 100,6                          |
| Vámosszabadi     | Gemeinde | Győr                 | 1.589         | 1.614         | 1.746         | 22,37        | 78,1                           |
| Vének *          | Gemeinde | Győr                 | 167           | 161           | 168           | 6,89         | 24,4                           |
| Kreis Győr       |          |                      | 190.146       | 189.857       | 193.102       | 903,42       | 213,7                          |

* Grenzgemeinde zur Slowakei